# Соснови Бор (град)
Соснови Бор (на руски: Сосновый Бор) е град в Русия, разположен в градски окръг Соснови Бор, Ленинградска област. Населението на града към 1 януари 2018 година е 68 013 души.